# Liste des épisodes de Cougar Town
Cet article présente la liste des épisodes de la série télévisée américaine Cougar Town.

## Première saison (2009-2010)
La première saison de vingt quatre épisodes a été diffusée du 23 septembre 2009 au 19 mai 2010 sur ABC, aux États-Unis.
1. Bienvenue à Cougar Town (Pilot)
2. Seconde Jeunesse (Into the Great Wide Open)
3. C'est pour ce soir (Don't Do Me Like That)
4. Ébats intimes (I Won't Back Down)
5. L’Art du baiser (You Wreck Me)
6. Amoureuse (A Woman In Love (It's Not Me))
7. Le Barbecue hebdomadaire (Don't Come Around Here No More)
8. L’Anniversaire (Two Gunslingers)
9. La Femme idéale (Here Comes My Girls)
10. Un drôle de client (Mystery Man)
11. Les Complexes (Rhino Skin)
12. Une relation trop sérieuse (Scare Easy)
13. Ma possibilité (Stop Dragging my Heart Around)
14. De bien mauvaises raisons (All the Wrong Reasons)
15. La Mauvaise Éducation (When a Kid Goes Bad)
16. Ma mère, cette barjo (What Are You Doin' in My Life?)
17. Les Bons Copains (Counting on You)
18. Un mois d'abstinence (Turn This Car Around)
19. Tout à la fois (Everything Man)
20. Les Hommes de sa vie (Wake up Time)
21. Drôles de drames (Letting You Go)
22. Amis-Amants (Feeling a Whole Lot Better)
23. Le Nouveau Lauréat (Breakdown)
24. Le Troisième Larron (Finding Out)

## Deuxième saison (2010-2011)
La deuxième saison de vingt deux épisodes est diffusée depuis le 22 septembre 2010 sur ABC, aux États-Unis.
Attention, certains épisodes ont bénéficié de titre français différents lors de leur diffusion francophone en Suisse. Ils sont présentés en second le cas échéant.
1. DCVI (All Mixed Up)
2. Une journée sans Jules (Let Yourself Go)
3. Chacun son bruit (Makin' Some Noise)
4. Les Aveux (The Damage You've Done)
5. Fin de pension (Keeping Me Alive)
6. Le Vieil Ours et le Prince (You Don't Know How It Feels)
7. La Course aux cadeaux (Fooled Again (I Don't Like It))
8. Mère abusive (Little Girl Blues)
9. L’Optimiste (When the Time Comes)
10. Le Roi du monde (The Same Old You)
11. Aucune raison d'être triste (No Reason to Cry)
12. Celles avec qui on se brouille (A Thing About You)
13. Ami-test / La Boîte à sardines (Lost Children)
14. Ce que femme veut (Cry to Me)
15. La Malle à souvenirs (Walls)
16. Prête-moi ton bébé (Baby's a Rock 'N' Roller)
17. La Boulette (You're Gonna Get It)
18. Crimes et Châtiments (Lonesome Sundown)
19. Une affaire de familles / Les Enfants graffiti (Damaged By Love)
20. Tomber gratuitement (Free Fallin')
21. Aloha ! (1re partie) (Something Good Coming! - Part One)
22. Aloha ! (2e partie) (Something Good Coming! - Part Two)

## Troisième saison (2012)
Le 10 janvier 2011, la série a été renouvelée pour une troisième saison de quinze épisodes et diffusée à partir du 14 février 2012 sur ABC, aux États-Unis.
1. La Re-vengeance (Ain't Love Strange)
2. Amour et tyrolienne (A Mind with a Heart of its Own)
3. Besoin d'affection (Lover's Touch)
4. Le Roi du trou (Full Moon Fever)
5. Capitaine de rencart (A One Story Town)
6. La Fille de Grayson (Something Big)
7. Photosensibilité (You Can Still Change Your Mind)
8. Méchanceté, quand tu nous tiens (Ways to Be Wicked)
9. De qui se moque-t-on ? (Money Becomes King)
10. Orgueil et préjugés (Southern Accents)
11. Comme un ouragan (Down South)
12. La Tâche (Square One)
13. Thanksbidon (It'll All Work Out)
14. Un jour sans fin (My Life/Your World - Part One)
15. Toi, moi et tous les autres (My Life/Your World - Part Two)

## Quatrième saison (2013)
Le 10 mai 2012, la série a été renouvelée pour une quatrième saison de 15 épisodes diffusée sur la chaîne TBS depuis le 8 janvier 2013.
1. Le Blues de la mariée (Blue Sunday)
2. Couper le cordon (I Need to Know)
3. Ron Mexico (Between Two Worlds)
4. Opération séduction (I Should Have Known It)
5. Le Job idéal (Runnin' Down A Dream)
6. Insomnies (Restless)
7. Il était une fois (Flirting With Time)
8. La Journée de la nudité (You and I Will Meet Again)
9. Les Play-boys (Make It Better)
10. Le Coffre-fort (You Tell Me)
11. Les Oiseaux se cachent pour en rire (Saving Grace)
12. Les Privilèges de l'âge (This Old Town)
13. Ce que pensent les gens (The Criminal Mind)
14. L'Amour chien (Don't Fade on Me)
15. L.A. Confidential (How Love Will Travel)

## Cinquième saison (2014)
Le 25 mars 2013, TBS a renouvelé la série pour une cinquième saison de 13 épisodes diffusée depuis le 7 janvier 2014 sur TBS, aux États-Unis.
1. Tous amoureux (All or Nothing)
2. Celle qui allait se marier (Like a Diamond)
3. Maison de poupée (Depending on You)
4. Les Boucaniers (The Trip to Pirate's Cove)
5. La Journée des morts-vivants (Hard on Me)
6. Retour de karma (Learning to Fly)
7. Deux filles ami-amies (Time to Move On)
8. Le couple était presque parfait (Mystery of Love)
9. L'Invention du siècle (Too Much Ain't Enough)
10. Trop beau pour être vrai (Too Good to be True)
11. Les Experts gulf haven (Refugee)
12. Carnage (Love Is a Long Road)
13. Un heureux événement (We Stand a Chance)

## Sixième saison (2015)
Le 10 mai 2014, TBS a renouvelé la série pour une sixième et dernière saison de treize épisodes diffusée depuis le 6 janvier 2015 sur TBS, aux États-Unis.
1. Le Bar Clandestin (American Dream Plan B)
2. Un prénom à tout prix (Full Grown Boy)
3. A la recherche du nouveau meilleur ami (To Find a Friend)
4. Rien que nous deux (Waiting for Tonight)
5. La Vin-Bulance (Even the Losers)
6. Entretien d'embauche (The Wrong Thing to Do)
7. Le Bal de Promo 2 (The Wild One, Forever)
8. Détournement de cadeau (This One's for Me)
9. Une liaison (Two Men Talking)
10. Un homme à une femme (Yer So Bad)
11. Ma nouvelle montagne (Climb That Hill)
12. Un amoureux maladroit (A Two Story Town)
13. Dernière danse (Mary Jane's Last Dance)